# كيفن أوكونور (خبير مالي)
كيفن أوكونور (بالإنجليزية: Kevin O'Connor)‏ هو خبير مالي أمريكي، ولد في 4 أبريل 1961 في ليفونيا في الولايات المتحدة.